# Виртуелна међународна нормативна датотека
Виртуелна међународна нормативна датотека (енгл. Virtual International Authority File) је датотека нормативне контроле и заједнички пројекат више националних библиотека који води OCLC . Године 1998. Конгресна библиотека у Вашингтону, Немачка национална библиотека и OCLC тестирале су почетну идеју која се састојала од међусобног повезивања нормативних записа за лична имена. Овај пројекат се развио у један од сервиса OCLC-ја у којем учествује више од 40 организација. VIAF база има близу 45 милиона нормативних јединица које су повезане са 105,5 милиона библиографских записа, а њу годишње користи више од милион корисника. Првобитни и главни циљ овог пројекта јесте укључивање што већег броја библиотека и њихових нормативних записа који ће, путем веба, бити доступни корисницима широм света. Захваљујући информацијама доступним на мрежи снизиће се трошкови корисника, што и јесте циљ Виртуелне међународне нормативне датотеке.

## Настанак VIAF-a
Пројекат VIAF настао је захваљујући настојању да се искористе нове напредне технологије и да се повежу нормативни записи различитих библиотека у бесплатан и свима доступан сервис на интернету, којим би се лакше омогућило спровођење нормативне контроле у локалним базама, као и развој универзалне библиографске контроле. Конгресна библиотека у Вашингтону, Немачка национална библиотека и OCLC су, 1998. године започели рад и тестирање пројекта међусобним повезивањем нормативних записа за лична имена. У Берлину 2003. године на 69. конференцији IFLA-е потписан је споразум о формирању конзорцијума VIAF којем се, 2007. године, као четврта чланица, прикључила Француска национална библиотека. Ове четири организације су преузеле руководећу улогу у конзорцијуму и постале одговорне за функционисање софтвера за VIAF Чини се да је пројекат веома успешан јер се из године у годину јавља све већи број учесника што доказује чињеница да је са 19 агенција у 22 земље, колико их је било 2012. године у јулу 2014. скочио на 34 агенције у 29 земаља. VIAF данас има важну улогу у изградњи семантичког веба јер повезује националне и регионалне нормативне записе креирајући скуп записа за појединачна јединствена имена (за одређени језик и писмо). На тај начин корисницима су видљиви и записи других (иностраних) библиотека, без обзира на језик или место на свету. Прва фаза у развијању пројакта подразумевала је упаривање датотека, идентификацију истих записа и њихово повезивање у укрштену датотеку. У другој фази, установљена је технолошка платформа за развој VIAF-а. Трећа фаза се односила на успостављање редовног тока активности између VIAF-а и нормативних датотека коришћењем протокола OAI, док је у четвртој била планирана израда корисничког интерфејса, примена стандарда Unicode и активирање претраживања.

## Деловање сервиса VIAF
VIAF програм је данас сервис OCLC-ja којим се подржава рад VIAF датотеке. Задатак учесника програма је да обезбеде библиографске и нормативне записе у складу са својом политиком и праксом. Осим тога они и доприносе развоју VIAF-а саветима, коришћењем VIAF-а и учешћем у развоју и имплементацији политике коју VIAF заступа. Савет VIAF-a (VIAFC – VIAF Council) ради у оквиру VIAF програма. Савет даје смернице и надлежан је да:
- доприноси развоју политике, праксе и рада VIAF-а и VIAF програма, као и политике која се односи на подобност и избор нових учесника у VIAF-у;
- даје препоруке за сервисне карактеристике и формате записа које VIAF подржава;
- даје препоруке у вези са начинима и средствима за ефикасну и одговарајућу употребу VIAF-а;[2]

Право сарадника VIAF-а је да именују члана са правом гласа који ће их заступати у Савету који сваке године организује годишњу конференцију. Број учесника и сарадника сервиса константно расте. Поред националних библиотека, VIAF-у у Савет су укључене и друге институције и агенције које својим производима значајно обогаћују нормативну базу – Викимедија (Википедија, Викидата), ISNI,15 пројекат Персеј (Perseus Digital Library), Сиријски референтни портал (TheSyriac Reference Portal).
Проблем предсављања и повезивања истих имена састраница Википедије на различитим језицима може се решити новонасталим Википедија сервисом који се зове Викидата. Настала је развијањем посебног програма, VIAFbot-а у OCLC-ју, преко кога се чланцима Википедије аутоматски додељују VIAF везе. Такође је битна сарадња VIAF-а и ISNI-ја, који чини део Међународне организације за стандардизацију, односно ISO. Ова сарадња омогућава међсобно повезивање двеју база, а настаје тако што ISNI користи копију VIAF датотеке, и њој додаје сопствени идентификациони број, такозвани VIAF ID. Путем апликационог програмског интерфејса VIAF-API могуће је претраживање нормативне датотеке преко кључне речи или препоручених облика имена, чиме се добијају нормативни запис и везе између нормативних записа из различитих извора, затим добити збирну информацију о нормативном запису, као и везе између записа из различитих извора, и на крају- нормативан запис у различитим форматима, из различитих националних библиотека. Постоје две врсте VIAF записа: кластер и изворни запис. Кластер записи, који чине скуп записа, сабирају различите нормативне записе и здружују их у један нормативни запис дате теме, док су изворни записи у формату MARC 21 или UNIMARC. За коришћење VIAF података потребна је ODC-BY лиценца, која се остварује када је извор података наведен.

## Претрага VIAF базе
При претрази VIAF базе користе се три поља, при чему прво омогућава одабир поља за претрагу, док друго поље омогућава целокупну претрагу, или претрагу нормативне датотеке неке од земља учесница. При претрази се могу користити и ћирилично и латинично писмо, а додатно је олакшана падајућом листом која пружа предлоге већ након првих пар укуцаних слова, чинећи претрагу још једноставнијом. Резултат претраге садржи списак и тип одредница, као и пример наслова који омогућава идентификацију траженог, док се избором одговарајућег линка добија усвојен облик имена, VIAF ID и ознака за тип одреднице, као и међународни стандардни идентификатор имена- ISNI тест број.
Након овога следе списак усвојених облика имена, неусвојених и сродних одредница, списак одабраних наслова и изабраних аутора, статистика објављивања дела и списак основних информација о траженом аутору.
Како је главни циљ овог пројекта укључивање што већег броја библиотека ради приближавања приступачности њихових нормативних записа корисницима широм света, OCLC је омогућио прикључивање пројекту преко онлајн приступнице која се налази на њиховом сајту.